# یونس العبداللهی
یونس العبداللهی (انگلیسی: Jones El-Abdellaoui؛ زادهٔ ۱۲ ژانویهٔ ۲۰۰۶) بازیکن فوتبال اهل نروژ است که در حال حاضر برای سلتاویگو بی بازی می‌کند.
از باشگاه‌هایی که در آن بازی کرده است می‌توان به باشگاه فوتبال سلتاویگو اشاره کرد.
وی همچنین در تیم‌های ملی فوتبال زیر ۱۵، ۱۶، ۱۷ و ۱۸ سال نروژ بازی کرده است.

## حرفه
یونس العبداللهی در ویتوت در اسلو به دنیا آمد و بزرگ شد. در دوران کودکی برای تیم شهر اسلو اسکید فوتبال بازی کرد تا اینکه در سن ۱۲ سالگی به وولرنگا پیوست. او اولین قرارداد حرفه‌ای خود را با این باشگاه در ۸ نوامبر ۲۰۲۱ امضا کرد.
در ۸ ژانویه ۲۰۲۵، یونس العبداللهی به تیم اسپانیایی شاغل لا لیگا، سلتاویگو پیوست و به تیم تیم ذخیره، سلتا فورتونا، منتقل شد.

## زندگی شخصی
او اصالتاً مراکشی است.
یونس العبداللهی پسرعموی محمد عبداللاوی، مصطفی عبدالله و عمر العبدلای است.